# Curvatispora
Curvatispora är ett släkte av svampar. Curvatispora ingår i familjen Clypeosphaeriaceae, ordningen kolkärnsvampar, klassen Sordariomycetes, divisionen sporsäcksvampar och riket svampar.
|              | Apiorhynchostoma                             |
|              |                                              |
|              | Clypeosphaeria                               |
|              |                                              |
|              | Stereosphaeria                               |
|              |                                              |
| Curvatispora | \| \| Curvatispora singaporensis \| \| \| \| |
|              | \| \| Curvatispora singaporensis \| \| \| \| |
|              | Ommatomyces                                  |
|              |                                              |
|              | Brunneiapiospora                             |
|              |                                              |
|              | Apioclypea                                   |
|              |                                              |
|              | Clypeophysalospora                           |
|              |                                              |
|              | Curvatispora singaporensis                   |
|              |                                              |

|  | Curvatispora singaporensis |
|  |                            |